# Quo
Quo — сьомий студійний альбом британського рок-гурту Status Quo, який був випущений 3 травня 1974 року.

## Список композицій
1. Backwater — 4:22
2. Just Take Me — 3:31
3. Break the Rules — 3:37
4. Drifting Away — 5:00
5. Don't Think it Matters — 4:48
6. Fine Fine Fine — 2:31
7. Lonely Man — 5:05
8. Slow Train — 7:55

## Учасники запису
- Френсіс Россі — вокал, гітара
- Рік Парфітт — вокал, гітара
- Алан Ланкастер — бас-гітара
- Джон Колен — ударні
- Боб Янг — гармоніка